# 仲哀峠
仲哀峠（ちゅうあいとうげ）は、福岡県北東部の京都郡みやこ町勝山松田と田川郡香春町大字鏡山をまたぐ国道201号が通る峠。京築地方と筑豊地方を隔てる山地を越える峠である。なお、みやこ町側のトンネルに至る峠道はつづら折れで七曲峠とも称される桜の名所となっているが、歴史的に「七曲峠」と呼ばれた道は近隣の別ルートとの指摘がある（後述）。

## 地理・交通

### 前近代
峠の名は日本武尊の子で神功皇后の夫にあたる仲哀天皇が熊襲征伐の際に越えた地との伝承に由来する。1890年（明治23年）に開通した仲哀隧道も土地の小字である「仲哀天皇平（べら）」に由来している。
なお、「七曲峠」と称されることもあるが、貝原益軒の『豊国紀行』や村上仏山の「夜踰七曲嶺」の漢詩で知られる七曲峠は本来は近隣の別のルートのことで、こちらは廃道になっており混用が指摘されている。

### 仲哀隧道
明治時代に入り田川郡と京都郡の間で新道建設の計画が持ち上がり、当初は石鍋峠付近のルートで計画されていたが、勾配の問題があったため仲哀谷を通るルートとなった。
初代田川郡郡長の熊谷直候は京都郡との協同事業として福岡県議会に「仲哀谷隧道開鑿補助」を請願し、1884年（明治17年）2月に起工にこぎつけ、1889年（明治22年）10月に最初の道路トンネルとなる全長432メートルの仲哀隧道が完成した。
仲哀隧道は煉瓦及び石造の素堀トンネルで、1929年（昭和4年）に幅員が3.6メートルから5mメートルに拡張された。
1963年に日本専売公社（現・日本たばこ産業）の職員がトラックで集金中、旧仲哀隧道付近で殺害され、現金を奪われる事件が発生した。佐木隆三の小説で、1979年に劇場公開された緒形拳主演の映画『復讐するは我にあり』は1963年のこの事件をモデルにしている（事件の詳細は西口彰事件を参照）。
新トンネル建設後、落盤の恐れがあるとしてガードレールで閉鎖されており、通行することはできなくなっている。歴史的に重要な建造物として国の登録有形文化財に登録されている。旧トンネル入口上部の銘板には「道隧哀仲」と記されている。

### 2代目トンネル
1967年には2代目のトンネルとなる新仲哀トンネル（1220m）が完成した（資料上は「新仲哀トンネル」や「新仲哀隧道」、3代目と区別するため「旧・新仲哀トンネル」などと称される）。

### 3代目トンネル
2007年3月5日には3代目のトンネルとなる新仲哀トンネル（1365m）が開通した。
2022年（令和4年）に仲哀拡幅が事業化し、2代目の旧トンネルも補強して活用する形で4車線化が図られる。

### 現況
冬場は路面凍結や積雪でチェーン規制が出やすいため、通行の際は注意が必要である。
峠を越える公共交通機関として、行橋市と香春町を結ぶ太陽交通の路線バスがある。
旧道沿いにある仲哀公園が桜の名所として整備されており、地元では有名である。この桜の原点は現美夜古青年会議所（旧行橋青年会議所）が1970年頃、社会開発運動の一環として数十本の桜を植えたのがきっかけである。

## 周辺
- 味見峠
- 大坂山
- 呉ダム
- 仲哀公園